# Klara Raptusiewiczówna
Klara Raptusiewiczówna – postać literacka Zemsty Aleksandra Fredry. 
Sierota, zostaje pod opieką Cześnika. Formalnie zamożna panna, zdana całkowicie na łaskę stryja, nie może dysponować swoim majątkiem aż do zamążpójścia. Spokrewniona z jednym ze zmarłych mężów Podstoliny, która opiekuje się jej majątkiem. Klara to osoba młoda, szlachetna, uczciwa i honorowa. Skłonna walczyć o swoje szczęście, ale bez narażania na szwank czci panieńskiej. Szczerze zakochana w Wacławie Milczku, szczodra, nie dba o majątek. 
Prototypem Klary była Zofia Skotnicka, wychowanica Jana Skotnickiego, który w komedii hrabiego Fredry jest Rejentem Milczkiem.
W ekranizacji Zemsty z 2002, w reżyserii Andrzeja Wajdy, w rolę Klary wcieliła się Agata Buzek, zaś w wersji z 1956 postać tę grała Beata Tyszkiewicz.